# 易洛魁剧院大火
易洛魁剧院大火（英語：Iroquois Theatre fire），是于1903年12月30日发生在美国芝加哥的一次特大火灾，造成至少605人丧生，約250人受傷。这次火灾也是继1871年芝加哥大火后最严重的灾难之一，当时惊魂未定的芝加哥市民在悲痛中迎接新年的到来。芝加哥市长要求人们暂不欢庆这个传统节日。